# Cleora compectinata
Cleora compectinata är en fjärilsart som beskrevs av W. Warren 1906. Cleora compectinata ingår i släktet Cleora och familjen mätare. Inga underarter finns listade i Catalogue of Life.